# Stuart Altmann
Stuart Allen Altmann (* 8. Juni 1930 in St. Louis, Missouri; † 13. Oktober 2016 in Princeton, New Jersey) war ein US-amerikanischer Verhaltensforscher, der sich mit Pavianen und anderen Primaten befasste.
Altmann wuchs in Los Angeles auf. Er studierte an der University of California, Los Angeles, Biologie mit dem Bachelor-Abschluss 1953 und dem Master-Abschluss 1954. Damals befasste er sich unter George Bartholomew mit dem Mobbing-Verhalten von Vögeln. Von 1954 bis 1956 leistete er Wehrdienst am Walter Reed Hospital der US-Armee. Damals begleitete er auch Transportflüge nach Panama, wo er die Gelegenheit nutzte, auf der Insel Barro Colorado in der Kanalzone Brüllaffen (Alouatta palliata) zu studieren, über deren Lautäußerungen er veröffentlichte. Von 1956 bis 1958 war er als Biologe an den National Institutes of Health (NIH), wo er Rhesusaffen betreute, und studierte gleichzeitig in Harvard. 1960 wurde er an der Harvard University promoviert bei Edward O. Wilson (als dessen erster Doktorand) über Rhesusaffen in Cayo Santiago in Puerto Rico (die er auch zur Auffrischung der Kolonie von Versuchstieren bei den NIH nutzte) und im selben Jahr wurde er Assistant Professor an der University of Alberta, an der er bis 1965 war, zuletzt als Associate Professor. Von 1965 bis 1970 war er Yerkes Regional Primate Research Center in Atlanta als Verhaltensbiologe und ab 1970 Professor an der University of Chicago als Professor sowohl in der Abteilung Anatomie als auch in der Abteilung Ökologie und Evolutionsbiologie. 1995 wurde er in Chicago emeritiert und ab 1998 war er Senior Lecturer im Rang eines Professors an der Princeton University.
Seine Studien zu Rhesusaffen in den 1960er Jahren waren grundlegend in der Primatenforschung (unter anderem der Zusammenhang von Dominanz bei Männchen und sexuellem Erfolg, priority of access Modell) und auch seine Einführung quantitativer Methoden in die Verhaltensforschung bei Primaten.
Mit seiner Ehefrau Jeanne Altmann, die er 1959 heiratete, nachdem sie sich 1958 als Kollegen an den NIH kennengelernt hatten, und mit der er zwei Kinder hatte, war er 1971 Gründer des Amboseli Baboon Research Project zur Beobachtung von Steppenpavianen im Amboseli-Nationalpark. Die Forschung dazu begannen beide schon 1963/64 im Nationalpark.
Er war Fellow der American Association for the Advancement of Science und seit 1998 Mitglied der American Academy of Arts and Sciences.
Neben seiner wissenschaftlichen Tätigkeit war er Keramik-Künstler und kümmerte sich um eine Apfel-Plantage auf dem Familienbesitz in West-Virginia.

## Schriften (Auswahl)
- Field observations on a howler monkey society, Journal of Mammology, Band 40, 1959, S. 317–330
- A field study of the sociobiology of rhesus monkeys, Macaca mulatta, Annals of the New York Academy of Sciences, Band 102, 1962, S. 338–435
- Herausgeber: Social Communication among Primates, University of Chicago Press 1967
- mit Jeanne Altmann: Baboon Ecology: African Field Research, University of Chicago Press 1970
- mit J. Altmann u. a.: Life history of yellow baboons: Physical development, reproductive parameters, and infant mortality, Primates, Band 18, 1977, S. 315–330
- mit J. Altmann: On the analysis of rates of behaviour, Animal Behaviour, Band 25, 1977, S. 364–372
- mit J. Altmann, G. Hausfater: Primate infant's effects on mother's future reproduction, Science, Band 201, 1978, S. 1028–1030
- mit J. Altmann, G. Hausfater: Demography of Amboseli baboons, 1963–1983, American Journal of Primatology, Band 8, 1983, S. 113–125
- Diets of yearling female primates (Papio cynocephalus) predict lifetime fitness, Proc. Nat. Acad. Sci. USA, Band 88, 1991, S. 420–423
- Foraging for Survival: Yearling Baboons in Africa, University of Chicago Press 2000